# Eric Norman Jones
Eric Norman Jones (Hastings, 15 februari 1915 - Lincoln, 2 oktober 1985) was een Engels voetballer die speelde als aanvaller.

## Carrière

### Speler
Jones speelde voor Kidderminster, Wolverhampton, Portsmouth FC, Stoke City FC en West Bromwich Albion FC. 
Tijdens de oorlog was hij te gast bij Portsmouth FC, Chelsea FC, Watford FC, Southend United, Tottenham Hotspur FC, Arsenal FC, Queens Park Rangers, Crystal Palace FC, Northampton Town, Fulham FC en Exeter City FC. 
Na de oorlog vervolgde hij zijn carrière bij Brentford FC en vervolgens bij Crewe Alexandra.

### Coach
Jones trainde de Zwitserse club BSC Young Boys, de club eindigde op een zevende plaats in de Nationalliga A in 1950-51. Na het verlaten van het Young Boys nam hij de leiding over bij de Belgische club Beerschot VAC. Later nam hij de leiding over bij de Nederlandse Tweede Divisie club Vbv de Graafschap.
Hij werd in juni 1962 aangesteld als trainer-coach van Port Vale FC en introduceerde revolutionaire intensieve trainingssessies voor de spelers. Hij moest tijdens zijn eerste wedstrijd met de club van het veld worden gehaald worden nadat hij werd geraakt door een fles die uit de menigte werd gegooid op Wrexham's Racecourse Ground. In zijn autobiografie beweerde Colin Grainger dat Jones buitengewoon impopulair was bij de ploeg en dat de fles eigenlijk door een speler was gegooid. Zijn benadering van strikte discipline werd blijkbaar ook niet door het bestuur aanvaard en hij nam ontslag in Vale Park om de kalmte te doen weerkeren in oktober 1962.